# Hiko Seijūrō
Hiko Seijūro es un personaje del manga y anime Rurouni Kenshin creado por el japonés Nobuhiro Watsuki. A su vez es el sensei de Kenshin Himura en la serie de anime y en el manga de Rurouni Kenshin. En las series manga y anime revela que posee una edad de 43 años, dato que revela en el capítulo número 41 de la serie anime.
Este personaje posee una serie de habilidades tales como la velocidad que emplea para moverse de un lado a otro mediante una elaborada técnica desarrollada por él que se denomina «técnica de los colmillos del dragón» mediante la que es capaz de despedazar a su oponente empleando su arma, una katana.
El maestro Hiko es un hombre de pelo negro largo, ojos verdes y aspecto fornido, que goza de una buena constitución física poseyendo una musculatura desarrollada, aspecto que llama poderosamente la atención tanto a hombres como a mujeres. Normalmente va vestido portando un atuendo compuesto por una camisa de manga larga, pantalón y botas, todo ello complementado por una larga capa demostrando una gran elegancia a la hora de vestir.
Es una persona bondadosa y serena que suele ayudar a los demás y posee muy buenos modales unidos a una exquisita educación, defiende la libertad y la independencia sobre todas las cosas por ello vive en soledad, apartado del mundo desarrollando el oficio de alfarero, además es un gran filósofo y le encanta beber sake contemplando las estrellas.
Sobre su vida se poseen pocos datos; se sabe que tanto su familia como cuidadores fueron asesinados cuando él era un niño pero sin embargo el amor por la vida es una cualidad que destacó durante su vida. Tras los acontecimientos de su niñez optó por buscar alojamiento en un burdel sirviendo sake hasta que el burdel fue atacado y Hiko tuvo que huir del lugar.
Cuando creció se retiró como eremita contemplando los ríos y la vegetación, y tenía la ilusión de que con el paso del tiempo el mundo sería un lugar mejor para vivir. Tras hacer un balance de su pasado inició un viaje hacia las montañas donde aprendió a subsistir por él mismo y consiguió una katana con la que entrenó hasta perfeccionar una técnica en particular el Amakakeru Ryu No Hirameki, la técnica más completa del estilo de esgrima Hiten Mitsurugi Ryū, para la que es necesario poseer una gran velocidad a la hora de ejecutarla. Esta técnica la emplea solo para defenderse de los enemigos y nunca para atacar, siendo una técnica de defensa. Seijuro Hiko no le enseña esta técnica a nadie ya que él posee la idea de que la katana es un arma que sirve para matar, de este modo solo se limita a dar consejos sabios a quienes acuden a visitarlo.
Solo hizo una excepción enseñándole el estilo de esgrima a su antiguo alumno, Kenshin Himura, que acudió a él para que lo ayudase a detener al poderoso asesino Makoto Shishio que fue su sucesor como hitokiri en la ciudad de Edo. Kenshin aprendió a ejecutar a la perfección la técnica Hirameki desarrollada por Hiko, lo que le permitió obtener la victoria en el combate que disputó contra Shishio.

## Información del personaje
Es el decimotercer maestro del estilo Hiten Mitsurugi, y es el mentor y maestro de Kenshin Himura al que instruye en el citado estilo de lucha. Conoce a Kenshin (por aquel entonces llamado Shinta) en una caravana, cuando lo salva de unos ladrones, que habían asesinado a las mujeres que lo cuidaban. Después de eso decide adoptarlo y aceptarlo como discípulo, bautizándolo como Kenshin Himura.
Su apariencia física es la de un hombre de gran altura y muy desarrollado físicamente, su pelo es de color negro y largo lo que le facilita recogérselo mediante una cola, además viste con botas marrones, una camisa de color azul empleada en la serie y una roja en los cómics, además porta una capa de color rojo y blanco que llega casi al suelo (esa capa es la que poseen los maestros del estilo Hiten Mitsurugi Ryu).
Como maestro del estilo Hiten Mitsurugi conoce todas sus técnicas y movimientos y domina el Amakakeru Ryu No Hirameki. A lo largo de la serie, se descubre que el nombre Hiko Seijuro es más bien el título que ostenta el maestro del estilo Hiten Mitsurugi, por lo que puede especularse que este no sea el nombre original del personaje. Cuando Kenshin Himura aprendió por completo su formación en el Hiten Mitsurugi, igualando a su maestro, este intentó traspasarle este título, cosa que Kenshin rechazó, por lo mismo, este hombre es el último en llevar tal nombre.
En la serie tiene 43 años y entrenó a Kenshin desde que lo encontró hasta que éste le abandonó en contra de su voluntad para tomar parte en los conflictos de finales de la era Tokugawa. Hiko no vuelve a ver a su aprendiz hasta después de 14 años, cuando vive pacíficamente como artesano, fabricando vasijas. Himura regresa a buscarlo cuando va a luchar contra el espadachín Makoto Shishio y allí le enseña la última técnica: el Amakakeru Ryu No Hirameki. En cuanto al arma que porta, esta pareciera ser una shirasaya de filo invertido como la que porta Kenshin Himura, lo cual es bastante peculiar, dado que por sus limitaciones frente a la katana (carece de guardamano —Tsuba— y encordado en el mango —Tsuka-Ito—), históricamente la shirasaya nunca fue considerada un arma efectiva, sino más bien una forma de almacenaje para hojas de espada. El por qué elige portar este tipo de arma es totalmente desconocido.
Su técnica favorita es el Kuzu Ryu Sen (Dragón de nueve cabezas), esta técnica observamos como la emplea haciendo frente a uno de los miembros del Juppongatana, el gigante Fuji, este junto con su amo Saitsuchi se encontraban preparados para destruirlo todo. En esta situación el joven Yahiko arenga a sus compañeros para que no se rindan y hagan frente a sus enemigos pues la creencia en que Kenshin Himura iba a hacer acto de presencia les impulsa a resistir. Tras ese pequeño espacio de tiempo Yahiko confronta a Fuji y este toma una espada de gran tamaño para acabar con su oponente; en el momento en el que Fuji ejecuta una estocada para dar muerte al joven hace acto de presencia parando con su katana la estocada del gigante, salvando de ese modo la vida del joven y entrando en combate con Fuji consigue derrotarlo empleando la técnica Hitten Mitsurugi.

## Personalidad
El maestro Hiko es un hombre sereno aunque en ocasiones pueda parecer sarcástico y egoísta, está muy seguro de sus capacidades y generalmente es arrogante frente a sus enemigos, a los que no duda de mostrar su calidad como guerrero antes de propinarles la muerte con su certera técnica, incluso es capaz de prever los movimientos de sus adversarios teniendo facilidad en el combate cuerpo a cuerpo.
Posee una gran inteligencia, como su alumno Kenshin, por lo que es capaz de juzgar el carácter de las personas, gracias a esta habilidad se comporta de un modo u otro con las personas que lo confrontan tratando con respeto a los que considera verdaderos guerreros y ridiculizando a los que no poseen honor.
Es un guerrero que aparentemente no posee puntos débiles y aunque su afán es proteger a los débiles con la espada no duda en emplearla como instrumento de muerte si la ocasión así lo requiere.
Destaca también por poseer habilidades como artista, artesano y orador que quedan evidenciadas en sus apariciones, aunque prefiere la soledad evitando estar en compañía de personas por lo cual escogió la profesión de alfarero, otra habilidad es la de enamorar a las mujeres con mucha facilidad dada su apariencia física y su dominio del lenguaje.
La mayoría del tiempo parece distante ante los demás, a pesar de causar un gran impacto ahí donde aparece, sobre todo entre las mujeres, con las que es muy popular. A pesar de ello, se ve involucrado regularmente en conflictos para salvaguardar la vida de otros, generalmente arrastrado por su pupilo Kenshin Himura, quien parece ser la única persona que no le es indiferente. Disfruta de la vida pacífica y posee una especial afición por el sake, bebida de la que porta una botella allí donde va.

## Datos de interés
Como dato curioso, cuando Misao y Yahiko se enteran de la edad del maestro Hiko se sorprenden debido a que parece más joven de lo que realmente es, al igual que Kenshin, preguntándose si es algo normal entre los que ejercitan del estilo Hiten Mitsurugi Ryū. Debido a que el maestro Hiko lleva mucho tiempo practicando el estilo Hiten Mitsurugi y a su gran musculatura y experiencia, es posible que sea más fuerte que el mismo Kenshin, el cual demostró miedo a la hora de enfrentarlo. Y si bien Kenshin derrotó el Kuzu Ryu Sen de su maestro con el Amakakeru Ryu No Hirameki, esto es una tradición del estilo para que el alumno herede el título de 'Hiko' al matar a su maestro, esto no ocurre pero se deja claro que el Kuzu Ryu Sen del maestro es mejor que el de Kenshin. Aunque nunca se le vio emplear el Amakakeru Ryu No Hirameki, los acontecimientos dejan en evidencia que podría derrotar a su alumno sin problemas si realmente se lo propusiera, al igual que hizo derrotando al gigante Fuji.
A pesar de su personalidad poco cálida y estilo de vida solitario no vacila en impartir justicia cuando esta se hace necesaria, pero siempre calculando muy bien el grado de en el que se involucra, además probablemente sea el personaje más fuerte de la serie, incluso más que el propio Kenshin. El maestro Hiko es un personaje que siempre aparece joven tanto en el manga como en el anime, característica que comparte con su discípulo Kenshin aunque tal y como se menciona en el anime, el maestro posee 43 años y su discípulo roza los 30 años.
Seijuro Hiko es un maestro en el manejo de la espada y a pesar de poseer una gran estatura y peso iguala en velocidad a su discípulo, además pudimos observarlo combatir portando la pesada capa de los maestros en el estilo Hiten Mitsurugi mediante la que controlan su fuerza.
Junto a estas habilidades también posee una fuerza física de proporciones sobrehumanas que le permitió contener y poder devolver el golpe que le asestó el gigante Fuji que en la serie poseía una descomunal altura, durante la defensa de Aoiya. Hiko es un personaje muy analítico durante el desarrollo del combate y es capaz de conocer las habilidades y la naturaleza de sus oponentes intercambiando un solo golpe de espada. Además podemos observar que en oposición a su discípulo, él sí que mata a sus oponente como puede observarse en los capítulos de Rurouni Kenshin: Tsuiokuhen, aunque durante el combate contra el gigante hace una excepción y respeta su vida. En la serie de televisión, Rurouni Kenshin, Hiko realiza su primera aparición en el capítulo número 41 de la serie: La reunificación con el maestro Seijuro Hikou en el que Kenshin acude para terminar de ser instruido en el domino del estilo de esgrima Hiten Mitsurugi Ryū tras finalizar las guerras del periodo del Bakumatsu. Además probablemente es el personaje más fuerte de la serie.